# The Company
The Company er et dansk poprock band, der blev dannet i 2009. Det blev opløst igen i august 2010.

## Karriere
Bandet fra Randers sendte den 4. januar 2009 en demo til Tabu Records, og senere i januar 2009 skrev de under på en pladekontrakt med selvsamme pladeselskab. Debutsinglen "Times I Know"  blev udsendt i 2009. Den 28. september samme år udkom deres deres selvbetitlede debutalbum, The Company, der blev skabt i samarbejde med Rune Rask og udsendt på Tabu Records. GAFFA tildelte albummet fire ud af seks stjerner og kaldte det en "stærk debut".
I sommeren 2010 valgte de at opløse bandet, og de spillede sin sidste koncert torsdag den 26. august 2010. Til afskedskoncerten havde bandet inviteret sangerinden Line Gøttsche med på scenen.

## Medlemmer
- Anders Lundager[2]
- Christian Worsøe[2]
- Rasmus Hedegaard[2]

## Diskografi
- The Company (2009)